# Вокзал Хаген
Хагенский вокзал (нем. Hagen Hauptbahnhof) — главный железнодорожный вокзал города Хаген (федеральная земля Северный Рейн-Вестфалия). Здание вокзала расположено на площади Berlinerplatz. По немецкой системе классификации вокзал Хагена относится к категории 2.
Хагенский вокзал — это тематический пункт регионального проекта «Путь индустриальной культуры» Рурского региона.

## История

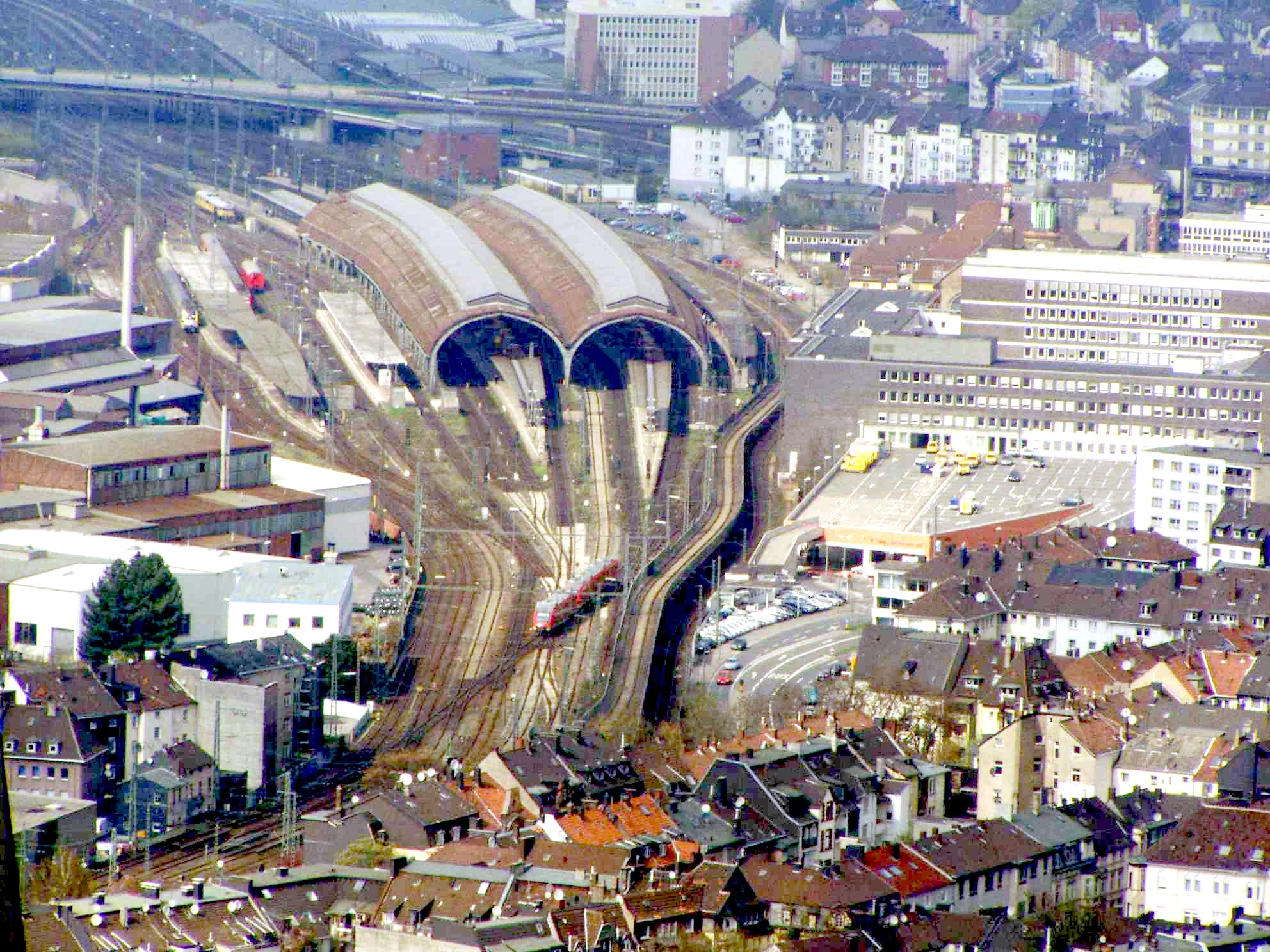
Хагенский вокзал с высоты птичьего полёта

Благодаря усилиям немецкого предпринимателя Фридриха Вильгельма Харкорта в 1848 году Бранденбургская железнодорожная компания проложила железнодорожный участок Эльберфельд-Дортмунд со станцией в Хагене. Это послужило толчком к тому, что Хаген быстро развился в индустриальный центр металлургической и металлообрабатывающей промышленности. После открытия в 1861 году железнодорожного участка Рур-Зиген Хаген стал играть роль важного железнодорожного узла в Рурском регионе.
Современное здание вокзала, построенное в стиле необарокко, было открыто 14 сентября 1910 года. Год спустя на средства немецкого коллекционера Карла Эрнста Остхауса нидерландским художником Яном Торн-Приккером был создан витраж, украшающий собой главное фронтальное окно вокзала.
В ходе второй мировой войны во время многочисленных бомбардировок британской авиации хагенский вокзал в отличие от большинства вокзалов Северного Рейна-Вестфалии практически не пострадал. И вокзал, и остеклённые сталmyst навесы над платформами сохранили свой облик практически неизменным с начала XX века.
С осени 2004 до весны 2006 года в рамках подготовки к чемпионату мира по футболу на вокзале были выполнены реставрационные работы, в ходе которых, несмотря на значительную модернизацию, архитектурный облик здания был бережно сохранён. В целом на реставрацию и модернизацию вокзального комплекса было затрачено 1,2 млн. евро. Сегодня хагенский вокзал ежедневно отправляет около 30 000 пассажиров. С северной стороны к пассажирскому вокзалу Хагена примыкает товарно-сортировочная станция — одна из крупнейших в Рурском регионе.

## Движение поездов по станции Хаген

### ICиICE
| Линия  | Маршрут |
| ------ | --- |
| ICE 10 | Берлин (Восточный вокзал) — Ганновер — Билефельд — Хамм — Дортмунд — Хаген — Вупперталь — Кёльн — Мессе/Дойц — Кёльн — Аэропорт «Кёльн-Бонн»                                                                                |
| ICE 31 | Киль — Гамбург — Бремен — Оснабрюк — Мюнстер — Дортмунд — Хаген — Вупперталь — Дюссельдорф — Кёльн — Бонн — Кобленц — Майнц — Франкфурт-на-Майне — Вюрцбург — Нюрнберг — Мангейм — Карлсруэ — Оффенбург — Фрайбург — Базель |
| ICE 43 | Ганновер — Билефельд — Хамм — Дортмунд — Хаген — Вупперталь — Золинген — Кёльн — Франкфурт-на-Майне — Мангейм — Карлсруэ — Оффенбург — Фрайбург — Базель                                                                    |
| ICE 91 | Дортмунд — Хаген— Вупперталь — Золинген — Кёльн — Бонн — Кобленц — Майнц — Франкфурт-на-Майне — Вюрцбург — Нюрнберг — Регенсбург — Пассау — Линц                                                                            |
| IC 31  | Гамбург — Мюнстер — Дортмунд — Хаген — Вупперталь — Золинген — Кёльн — Франкфурт-на-Майне — Нюрнберг — Пассау |
| IC 55  | Лейпциг — Галле — Брауншвейг — Ганновер — Билефельд — Хамм — Дортмунд — Хаген — Вупперталь — Золинген — Кёльн |

### RE,RBиS-Bahn
| Линия | Название                  | Маршрут                                                                                             |
| ----- | ------------------------- | --------------------------------------------------------------------------------------------------- |
| RE 4  | Wupper-Express            | Ахен — Мёнхенгладбах — Нойс — Дюссельдорф — Вупперталь — Швельм — Хаген —Виттен — Дортмунд          |
| RE 7  | Rhein-Münsterland-Express | Крефельд — Нойс — Кёльн — Кёльн–Мессе/Дойц — Золинген — Вупперталь — Хаген — Хамм — Мюнстер — Райне |
| RE 13 | Maas-Wupper-Express       | Венло — Фирзен — Мёнхенгладбах — Нойс — Дюссельдорф — Вупперталь — Хаген — Хамм                     |
| RE 16 | Ruhr-Sieg-Express         | Эссен — Бохум — Виттен — Хаген — Зиген/ Изерлон                                                     |
| RE 17 | Sauerland-Express         | Хаген — Шверте — Арнсберг — Варбург — Кассель                                                       |
| RB 40 | Ruhr-Lenne-Bahn           | Эссен — Бохум — Виттен — Хаген                                                                      |
| RB 52 | Volmetal-Bahn             | Люденшайд — Шальксмюле — Хаген — Дортмунд                                                           |
| RB 91 | Ruhr-Sieg-Bahn            | Хаген — Изерлон и — Альтена — Зиген                                                                 |
| S5    | S-Bahn Rhein-Ruhr         | Дортмунд — Виттен — Веттер — Хаген                                                                  |
| S8    | S-Bahn Rhein-Ruhr         | Хаген — Вупперталь — Вупперталь-Вохвинкель — Дюссельдорф — Нойс — Мёнхенгладбах                     |
| RTB-R | Ruhrtalbahn               | Хаген — Виттен — Хаттинген (Рур) — Бохум-Дальхаузен                                                 |
| RTB-T | Teckel                    | Хердекке — Хаген — Гевельсберг — Эннепеталь                                                         |